# Andrés Mazali
Andrés Mazali (22. juli 1902 – 30. oktober 1975) var en uruguayansk fodboldspiller, der som målmand på Uruguays landshold vandt guld ved både OL i 1924 i Paris og OL i 1928 i Amsterdam. Han var også med til at vinde hele tre sydamerikanske mesterskaber med holdet. I alt nåede han at spille 21 kampe for landsholdet.
Mazali spillede på klubplan for Nacional i hjemlandet, som han vandt adskillige uruguayanske mesterskaber med.